# 岡田雄磨
岡田 雄磨（おかだ ゆうま、1993年8月23日 - ）は、日本のモデル・パーソナルトレーナー。岡山県出身。2019年 Mr. Japan コンテスト グランプリ。

## 略歴
- 岡山県立岡山一宮高等学校卒業
- 島根大学教育学部卒業後、高校まで過ごした地元岡山に戻り、岡山市消防局へ入職。消防士として3年半勤務し、退職。
- 2019年9月11日 - ホテル椿山荘東京にて開催されたメンズコンテストであるMr.JAPAN2019に出場し、グランプリを受賞。[2]
- 2019年10月 - 東京に進出し、ファッションモデルを中心に芸能活動を開始。
- 2021年 - 現在は岡山でパーソナルトレーニングジム Fire Fitness を経営しながらモデルとして活動している[3]

## 受賞歴
2019年
- ミスター・ジャパングランプリ受賞

## 出演

### その他
- ベリーダンス全国大会 Oriental Pearls 司会